# Burmeistera intii
Burmeistera intii là loài thực vật có hoa trong họ Hoa chuông. Loài này được Gómez-Laur. & L.D.Gómez mô tả khoa học đầu tiên năm 1986 publ. 1988.